# Gabriele Kuby

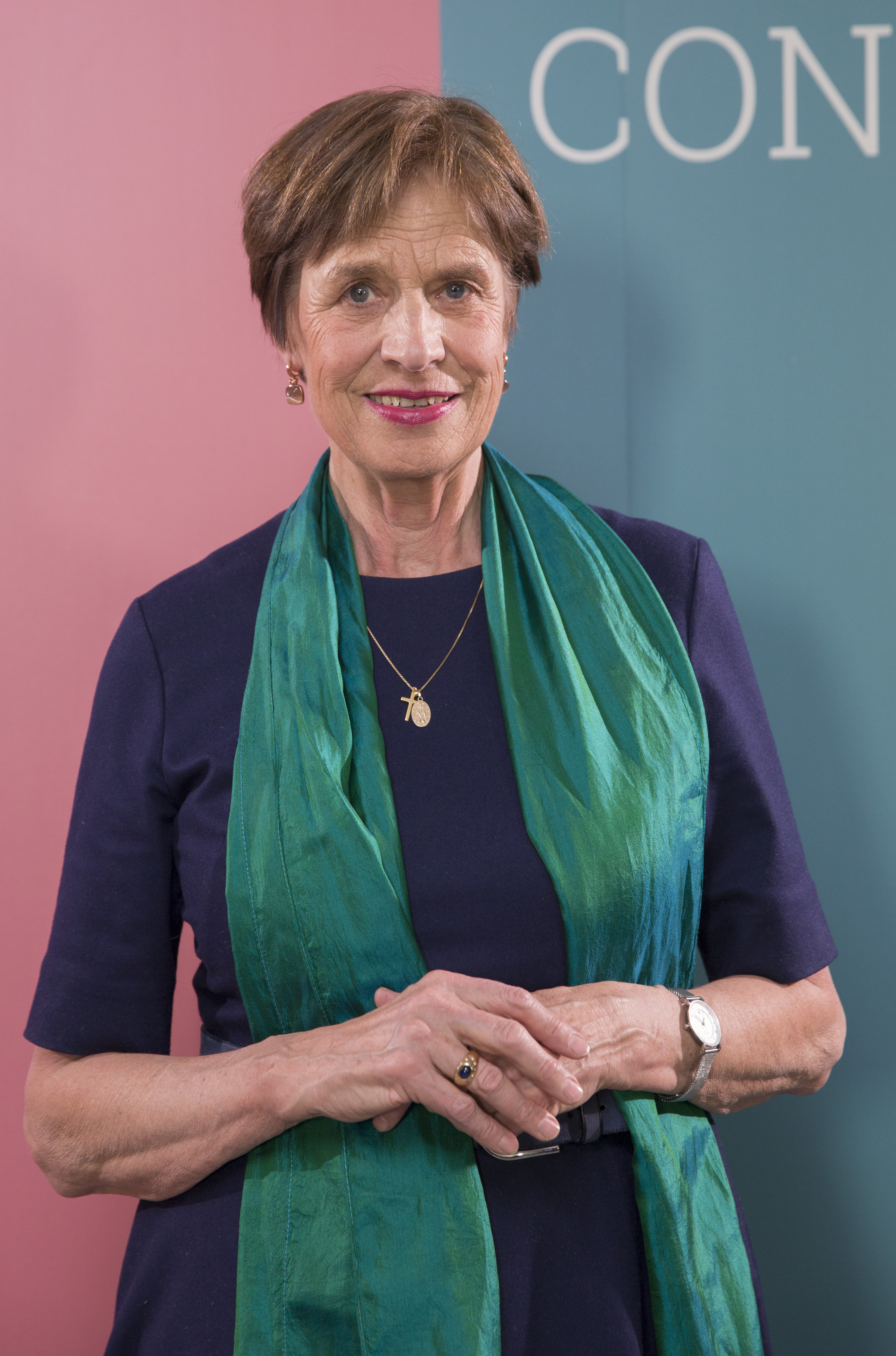
Gabriele Kuby (2018).

Gabriele Kuby (n. 1944 la Konstanz) este o publicistă, traducătoare și sociolog german.
Este cunoscută pentru scrierile sale de critică literară și eseuri, în care tratează probleme sexuale, de pedagogie și politice.
S-a remarcat prin atitudinea sa conservatoare.
Astfel, în scrierea Harry Potter – gut oder böse? ("Harry Potter - bun sau rău?") susține că seria Harry Potter "corupe sufletul tinerilor, le împiedică dezvoltarea simțului pentru bine sau rău și dăunează raportului lor cu Dumnezeu, mai ales când acesta se află în stadiul de început".
A studiat sociologia la Berlin și Konstanz.
În 1977 a aderat la Biserica Catolică.
Prin scrierile și conferințele sale, susține că societatea modernă condusă de elita mondială se află în impas datorită sexualizării începând cu copiii și a neglijării valorilor umane și religioase.

## Scrieri
Câteva din cărțile sale au fost traduse și în română și publicate de "Editura Sapientia" în 2014 și anume:
- Revoluția sexuală globală: distrugerea libertății în numele libertății
- Gender - o ideologie nouă distruge familia
- Etatizarea educației. Pe calea către noul om gender.